# Cecilia Jarlskog
Cecilia Jarlskog (1941) es una física teórica sueca que trabaja principalmente en la física de partículas elementales.

## Estudios
Se doctoró en 1970 en física teórica de partículas por la Universidad de Lund. Es conocida por su trabajo sobre la violación CP en el sector electrodébil del modelo estándar, introduciendo lo que se conoce como la invariante Jarlskog, y por su trabajo sobre la teoría de la gran unificación (la relación de masas Georgi-Jarlskog).

## Intereses de investigación
Cecilia Jarlskog es conocida principalmente por su estudio y experiencia en física teórica de partículas. Sus estudios incluyen la investigación sobre las formas en que los constituyentes subatómicos y electrónicos de la materia se cohesionan o pierden su simetría, la asimetría de la materia y la antimateria, la física matemática, la física de neutrinos y la gran unificación.
La invariante de Jarlskog o el parámetro de violación CP invariante es una cantidad invariante en la física de partículas, que es del orden de ± 2,8 x 10 −5. Este parámetro está relacionado con las condiciones de unitariedad de la matriz Cabibbo-Kobayashi-Maskawa, que puede expresarse como triángulos cuyos lados son productos de diferentes elementos de la matriz. Como tal, la invariante de Jarlskog se puede escribir como J = ± Im (V us V cb V ∗
ub</br> ∗
ub V ∗
cs</br> ∗
cs ), que equivale al doble del área del triángulo de la unitaridad. Debido a que el área desaparece para los parámetros específicos del modelo estándar para los cuales no habría violación de la CP, esta invariante es muy útil para cuantificar la no conservación de la simetría CP en la física de partículas elementales. Se trata de una de las principales contribuciones de Jarlskog a la física, y la otra son los muchos años que fue miembro activo del CERN.
Jarlskog recordó su aprecio por el ambiente internacional del CERN (Organización Europea para la Investigación Nuclear). Formar parte de esta comunidad le dio grandes oportunidades de conocer y hablar con físicos inspiradores de todo el mundo. Se ha sentido afortunada por haber "vivido en un periodo en el que la cantidad de información revelada sobre la naturaleza de los componentes elementales de la materia y sus interacciones ha sido alucinante". 
En el CERN, los físicos e ingenieros investigan la estructura fundamental del universo. Los instrumentos científicos más grandes y complejos del mundo se emplean para estudiar los componentes básicos de la materia: las partículas fundamentales. Las partículas chocan a una velocidad cercana a la de la luz, lo que proporciona a los físicos pistas sobre las interacciones de las partículas y conocimientos sobre las leyes fundamentales de la naturaleza.

## Carrera profesional
Jarlskog fue nombrada profesora en la Universidad de Bergen, Noruega, en 1976. En 1985 se trasladó a la Universidad de Estocolmo, Suecia, permaneciendo allí hasta 1994. Desde entonces, ha sido profesora en la Universidad de Lund, su alma mater.
Trabajó como miembro del CERN entre 1970 y 1972. Además, formó parte del Comité de Política Científica del CERN desde 1982 hasta 1988. En sus 6 años restantes en el CERN, se desempeñó como asesora del director general del CERN en los Estados miembros, desde 1998 hasta 2004. Fue reconocida por la comunidad de la Academia Sueca de Ciencias y fue designada como uno de los 5 miembros del Comité Sueco del Nobel de Física desde 1989 hasta 2000, ejerciendo como presidenta de ese comité en 1999, cuando el premio fue otorgado a Gerard. 't Hooft y Martinus JG Veltman.
Jarlskog es profesora honoraria en tres universidades de China y recibió un título honorífico del University College Dublin. También fue miembro de la Real Academia de las Ciencias de Suecia (1984), miembro de la Academia Noruega de Ciencias (1987), miembro del Patronato de la Fundación Nobel (1996) y miembro de la Academia Europaea (2005).

## Publicaciones
Cecilia Jarlskog escribió el libro Retrato de Gunnar Källén : una estrella fugaz de la física y poeta de la teoría cuántica temprana de campos, mientras era miembro de la CERN. En la obra relató los logros de un físico comparativamente desconocido en física cuántica. Jarlskog ha escrito muchos artículos a lo largo de su vida, entre ellos "Invariations of Lepton Mass Matrices y CP y T violación en Neutrino Oscillations", "On the Wings of Physics" y "Ambiguities Pertaining to Quark-Lepton Complementarity". 